# Munții Ural
Munții Ural (în rusă Уральские горы, transliterat: Uralskie gorî) sunt un lanț muntos situat la circa 1500 km est de Moscova, aproximativ pe direcția nord-sud.

## Descrierea
Uralii se întind pe 2500 km de la stepele cazace de la granița nordică a Kazahstanului până la coasta Oceanului Arctic. Insula Novaia Zemlea este o continuare a acestui lanț. Din punct de vedere geografic, marchează partea de nord a graniței (arbitrare) dintre secțiunile asiatică și europeană ale continentului Eurasia. Cel mai înalt vârf este Muntele Narodnaia (Poznurr, 1895 m). Eroziunea a expus numeroase bogății minerale, inclusiv pietre prețioase, cum ar fi topazul și berilul.
Ekaterinburg este capitala autoproclamată a Uralilor, deși acesta este un termen geografic, și nu unul administrativ.
Uralii sunt unul dintre cele mai vechi lanțuri montane încă în existență. S-au format la sfârșitul carboniferului, când Siberia s-a ciocnit de supercontinentul care reprezenta cea mai mare parte a suprafeței de uscat în acea perioadă: Laurasia (Eurasia și America de Nord) și Gondwana. Europa și Siberia au rămas unite de atunci.
Geografii au împărțit Uralii în cinci regiuni: de Sud, de Mijloc, de Nord, Subarctici și Arctici.
Aici se găsesc mari depozite de aur, platină și minereuri.

## Monument natural

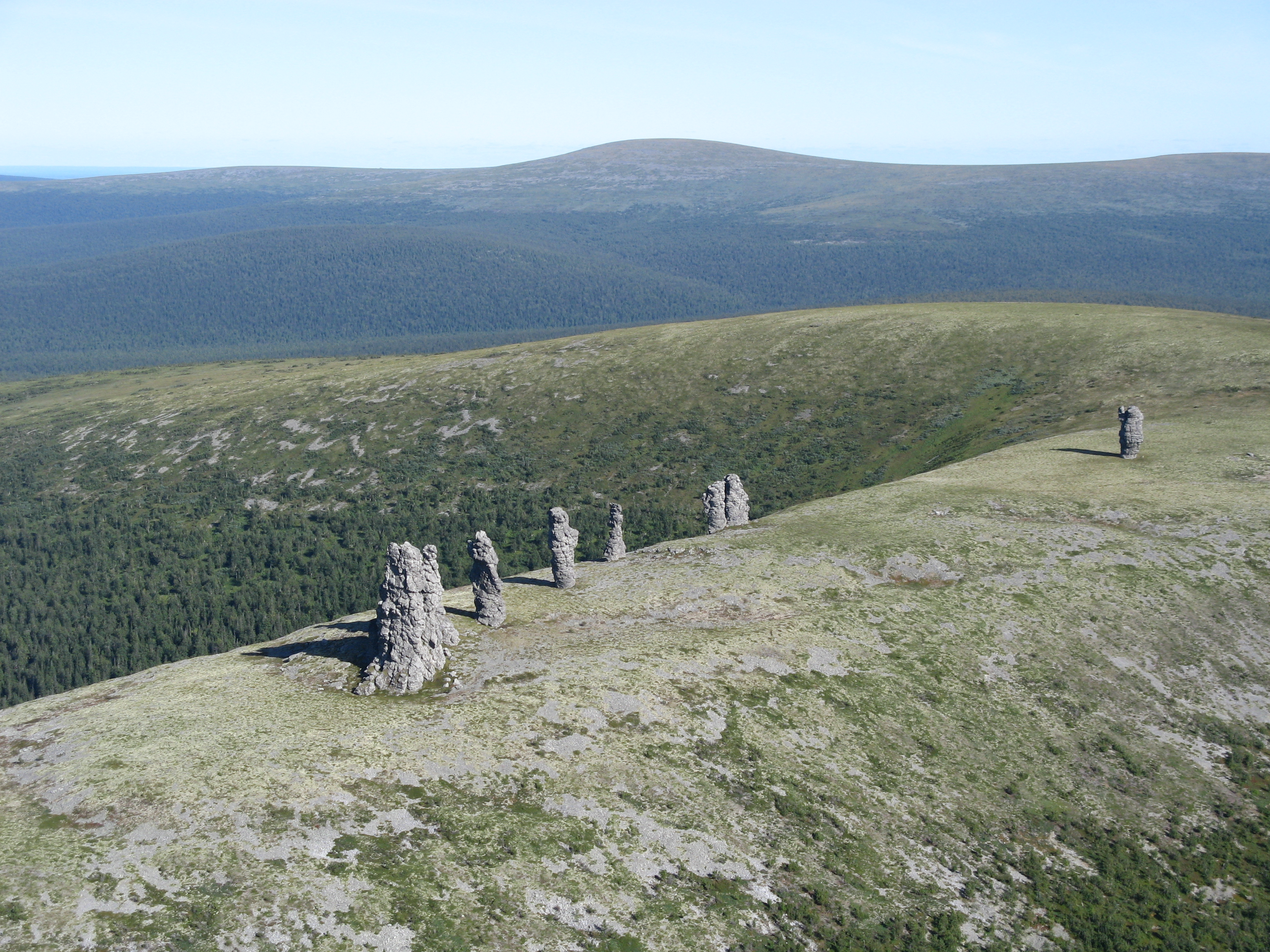
Cele 7 stȃnci ale monumentului natural Man-Pupu-Ner

Monumentul Man-Pupu-Ner constă din 7 stȃnci uriașe izolate situate la vest de Munții Urali, în districtul Troitsko-Pechorsky al Republicii Komi. Au o înălțime de pȃnă la 42 m și constituie o mare atracție turistică. Au luat naștere prin erodarea unui masiv de roci cristaline (șisturi micacee) vechi de cca 200 milioane ani. Coordonatele geografice ale monumentului: 62°12'53.7"N 59°18'15.6"E (respectiv 62.214901, 59.304346).

## Rețeaua hidrografică
Râurile cele mai importante care izvorăsc din Ural sunt:
Înspre Europa (spre vest) curg:
- În nordul Uralului:
  - Usa (656 km lung) afluent al fluviului Peciora (1.809 km lungime ce se varsă în Marea Polară)
- În vestul Uralului:
  - Afluenți care prin confluare alcătuiesc Volga ca de ex. Kama (cu lungimea de 1.805 km)
  - Râuri ce curg spre sud-vest: Ufa, Tschussowaja, Koswa, Sylwa
  - Râuri ce curg spre sud, vest, nord: Belaia (cu 1.430 km lungime, afluent al râului Kama ) care primește apele afluentului Ufa
- În sudul Uralului:
  - Jurjusan afluentul lui Ufa
  - Samara (594 km lungime) care curge spre Ural fiind un afluent al fluviului Volga
- În sud-vestul Uralului:
  - Sakmara (~ 500 km)

Înspre Asia (spre est) curg:
- În nord-estul Uralului:
  - Câteva râuri afluenți ai fluviului Ob (fluviu din Siberia de vest, 3.650 km lung, se varsă în Marea Kara din Oceanul Înghețat de Nord)
- În est Uralului sunt regiuni mlăștinoase, râurile având meandre numeroase:
  - Sewernaja Soswa, care curge spre nord afluent ai Obului
  - Loswa și Soswa care curg spre est afluenți ai Irtișului (cu izvorul în Altai având 4.248 km lungime fiind un afluent al Obului)
- În regiunea Jekaterinburg (oraș în Ural cu 1.336.500 locuitori):
  - spre est Isset, Tagil, Tawda, Tura și Ui afluenți ai râului Tobol (cu 1.591 km lungime afluent al Irtișului)
- În sud-estul Uralului:
  - Râul euro-asiatic Ural (râu) se află în regiunea sud-estică a masivului Ural, râul fiind granița dintre continentul Europa și Asia unul dintre afluenți săi are pe curs o hidrocentrală
  - Alte râuri din sud-estul Uralului sunt râurile Emba și Tobol.